# Selenur d'indi(III)
El selenur d'indi(III) és un compost d'indi i seleni. Té potencial per al seu ús en dispositius fotovoltaics i ha estat objecte d'una extensa investigació. Les dues fases més comunes, α i β, tenen una estructura en capes, mentre que γ té una "estructura de wurtzita defectuosa". En total, es coneixen cinc polimorfs : α, β, γ, δ, κ.  La transició de fase α-β s'acompanya d'un canvi en la conductivitat elèctrica.  La banda prohibida de γ-In2Se3 és d'aproximadament 1,9 eV.

## Preparació
El mètode de producció influeix en el polimorf generat. Per exemple, s'han produït pel·lícules primes de γ- In2Se3 pur a partir de trimetilindi (InMe3) i selenur d'hidrogen mitjançant tècniques MOCVD.
3 H2Se  +  2 In(CH3)3   →   In2Se3  +  6 CH4
Una ruta convencional implica escalfar els elements en un tub segellat:
3 Se  +  2 In   →   In2Se3

## Usos
El selenur d'indi(III) bidimensional (In2Se3) es caracteritza per un ric polimorfisme i ofereix la possibilitat de superar els efectes de despolarització relacionats amb el gruix en els ferroelèctrics convencionals. L'α-In2Se3 ha atret l'atenció com a semiconductor ferroelèctric que pot retenir la ferroelectricitat a nivell de monocapa; per tant, es pot implementar potencialment en modes de commutació de memòria d'alta densitat que eviten l'arquitectura tradicional de von Neumann en el disseny de dispositius. Tanmateix, els estudis que impliquen l'α-In2Se3 sovint es veuen obstaculitzats per dificultats en la identificació de fases a causa de la barreja amb β-In2Se3. El β-In2Se3 té diversos polimorfs, entre els quals s'inclouen el β′-In2Se3 antiferroelèctric i ferroelàstic. És important comprendre les transicions polimòrfiques i les transicions de fase cristal·lí-amorfa en β-In2Se3 per aprofitar el potencial d'aquest material per a l'emmagatzematge de memòria resistiva. En aquesta revisió, discutim com es poden diferenciar rigorosament els diversos polimorfs i politipus d'In2Se3 i destaquem encara més les aplicacions recents d'aquestes fases en ferroelèctrics i dispositius de memòria.